# مرثد ألن ينعم
مرثد ألن ينعم بن لحيعة ينوف بن شرحبيل يكف (نحو 460 - بعد 504م): أحد ملوك عصر ملوك سبأ وذي ريدان وحضرموت ويمنت وأعرابهم في الطود وتهامة. ربما هو المشهور في كتب التراث العربي باسم مرثد الخير (ينعم: الخير). حتى الآن لم يتم العثور على أي دليل أثري يدعم فترة حكمه، وليس لدينا للملك مرثد ألن ينعم سوى نقش واحد مؤكد، وآخر مرجح.
حكم قبل "مرثد ألن ينعم" والده "لحيعة ينوف الأول ابن شرحبيل يكف، وقد وصل إلينا نقش مؤرخ بسنة 612 في التقويم الحميري الموافق 502م، وذكر مع "لحيعة ينوف" أبنائه وأحفاده (شرحبيل يكف، مرثد ألن ينعم، وأبو شمر ينوف، ولحيعة ينوف)، ولكن دون نعت ملوك.يفترض بعض الباحثين أن في بداية القرن السادس الميلادي، سيطرة أكسوم على ساحل جنوب جزيرة العرب الغربي، وبذلك ضغطت على حمير، وتم إزالة أسرة شرحبيل يكف اليهودية، لينتقل الحكم من الملك اليهودي مرثد ألن ينعم إلى مرثد ألن ينوف المسيحي، الذي من المؤكد أنه ليس من هذه الأسرة. وهي فرضية غير مؤكدة.

### هوامش
1. ↑  النفش الموسوم بـ (CIH 620). وصلنا هكذا ([مجهول] ينعم ملك)، ويرجح أن الاسم الساقط هو [مرثد ألن] ينعم. وتجدر الإشارة إلى أن الباحثة "أيفونا جايدا" تفترض أن الاسم الساقط هو [معد كرب] ينعم. ولا يمكننا قبول هذا الرأي، حيث أن اسم معد كرب ينعم كان يرد دائماً بعد "لحيعة ينوف"، وبذلك لا يمكننا قبول صعوده إلى العرش قبل أخيه "لحيعة ينوف" الوريث الشرعي. ومن المؤكد حالياً وفق النقوش الحديثة، أن "معد كرب ينعم" لم يصل إلى العرش. ويمكننا إعادة بناء النقش هكذا: [مرثد ألن] ينعم ملك [سبأ وذي ريدان ريدان وحضرموت ويمنت وأعرابهم في الطود وتهامة بن لحيعـ]ـة ينوف ملك [سبأ وذي ريدان وحضرموت ويمنت وأعرابهم الطود وتهامة بن شر]حبيل يكف ملك [سبأ وذي ريدان وحضرموت ويمنت وأعرابهم الطود وتهامة]. نسخة محفوظة 2023-07-11 على موقع واي باك مشين.